# Steendorp
Steendorp est une section de la commune belge de Temse située en Région flamande dans la province de Flandre-Orientale. C'était une commune à part entière érigée en 1881 après sa scission de Bazel, jusqu'à la fusion des communes de 1977.

## Démographie

### Évolution démographique
- Sources : INS, Rem. : 1831 jusqu'en 1970 = recensements, 1976 = nombre d'habitants au 31 décembre[2].